# John Waters
John Samuel Waters Jr. (ur. 22 kwietnia 1946 w Baltimore) − amerykański reżyser, scenarzysta, producent i aktor filmowy, również teoretyk kina.
Zdobył sławę w latach 70. jako twórca filmów transgresyjnych. Wielu z zatrudnianych przez niego aktorów pojawiło się w więcej niż jednym z jego obrazów (np. Divine, Mink Stole czy Mary Vivian Pearce).

## Życiorys
Urodził się w Baltimore w Maryland, jako syn Patricii Ann (z domu Whitaker) i Johna Samuela Watersa.
Zasiadał w jury konkursu głównego na 48. MFF w Cannes (1995).

## Filmografia
- Hag in a Black Leather Jacket (8 mm) (1964)
- Roman Candles (1966)
- Eat Your Makeup (16mm) (1968)
- Mondo Trasho (16mm) (1969)
- The Diane Linkletter Story (16mm) (1969)
- Multiple Maniacs (16mm) (1970)
- Różowe flamingi (16 i 35 mm) (Pink Flamingos, 1972)
- Kobiece kłopoty (16 i 35 mm) (1974)
- Desperate Living (16 i 35 mm) (1977)
- Polyester (1981)
- Lakier do włosów (Hairspray, 1988)
- Beksa (Cry-Baby, 1990)
- W czym mamy problem? (Serial Mom, 1994)
- Fotokłopoty (Pecker, 1998)
- Cecil B. Demented (2000)
- Apetyt na seks (A Dirty Shame, 2004)